# Blade: Trinity
Blade: Trinity er en amerikansk film fra 2004. Den blev instrueret af David S. Goyer, der også skrev manuskriptet.

## Medvirkende
- Wesley Snipes som Eric Brooks/Blade
- Kris Kristofferson som Abraham Whistler
- Dominic Purcell som "Drake"
- Jessica Biel som Abigail Whistler
- Ryan Reynolds som Hannibal King
- Parker Posey som Danica Talos
- Mark Berry som Chief Martin Vreede
- John Michael Higgins som  Dr. Edgar Vance
- Paul "Triple H" Levesque som Jarko Grimwood
- Natasha Lyonne som Sommerfield